# Курицына, Светлана Игоревна
Светла́на И́горевна Ку́рицына, известная также как «Света из Иванова» (20 июля 1992 года, Приволжск, Ивановская область) — героиня видеоролика, снятого в декабре 2011 года журналистом Евгением Гладиным и получившего широкую известность в рунете, впоследствии — телеведущая на канале НТВ.

## Биография

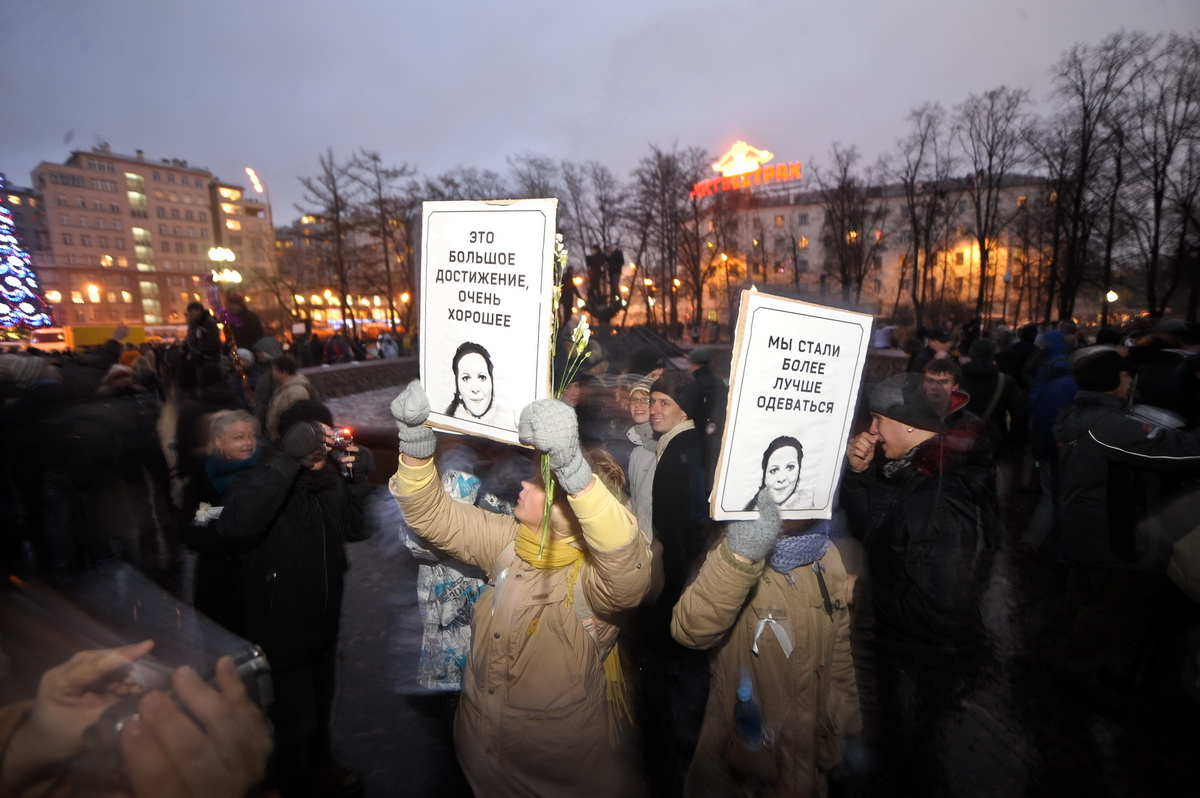
Света из Иванова на плакатах оппозиции, Москва, Болотная площадь, 10 декабря 2011

Родилась 20 июля 1992 года в Приволжске Ивановской области, где выросла и окончила в 2009 году среднюю общеобразовательную школу. После школы продолжила образование в ивановском техникуме, получила профессию бухгалтера. Родители живут и работают в Приволжске: отец шофёром, а мать — прядильщицей на Яковлевском льнокомбинате. Имеет младшую сестру Марию, освоившую профессию кондитера.
После снискавшего популярность видео со своим участием, с июля 2012 года до декабря 2013 года Светлана работала телеведущей на канале НТВ в программе «Луч Света». Главной причиной закрытия передачи стали низкие рейтинги. Создатели передачи отказались комментировать закрытие проекта, ссылаясь на запрет генерального директора телеканала. Затем Света Курицына стала одним из корреспондентов другого проекта НТВ — «Ты не поверишь!».

## Общественная и политическая деятельность
Начиная с 2011 года, активно участвует в политических мероприятиях, проводимых в рамках проекта «Сталь» движением «Наши». Многократно принимала участие в организованных «Сталью» уличных акциях в Иванове и Москве.

## Известность в рунете
Получила широкую известность в Рунете благодаря импровизированному интервью, которое она дала корреспонденту «Московских новостей» Евгению Гладину после митинга на Триумфальной площади в Москве. Светлана сказала буквально следующее (цитата передана максимально близко к звуковому ряду):
Меня зовут Светлана, я из города Иваново. «Единая Россия» очень много сделала достижений: они подняли экономик… экономику, мы стали более лучшие… одеваться, и не было того что щас — это очень большие достижения! В сельском хозяйстве очень хорошо. (Гладин: Что именно в сельском хозяйстве они сделали?) Стало больше… земель за-а… много, ну… я не знаю даже как сказать… засеивать больше земель… а-а-а вот, овощи там, рожь — вот это всё. Что ещё сказать… Так как у нас страна многонациональная, у нас в Москве очень много людей, которые очень помогают нам… с других городов… (вопрос Гладина: Вы считаете это достижение «Единой России»?) Да, это большое достижение! Очень хорошее даже! Видите ну… да… Видите ну у нас в Иванове очень хорошая стала медицина… а… что ещё… благоустройство в городах хорошее… с жильём… никаких проблем. Люди подмогают очень хорошо.

Обозреватель газеты «Первое сентября» Ольга Лебёдушкина весьма неоднозначно высказалась о лингвистических способностях Светы, назвав её язык «новоязом»:
Света Курицына новоязом владеет не очень, а русским — пожалуй, получше многих наших сограждан, потому что она «из Иванова», а не «с Иванова».
Интервью Светы было размещено на YouTube и собрало более четырёх миллионов просмотров.
О предыстории появления ролика впоследствии рассказал журналист «Московских новостей» Евгений Гладин: по заданию редакции он брал интервью у участников акции в поддержку «Единой России»:

Митинг подходил к концу, толпы «нашистов» организованно покидали площадь. А мне звонил редактор и просил прислать ещё парочку роликов. Спустившись в метро, я заметил у турникетов группу ребят c символикой «Наших». Представившись и назвав издание, я попросил их на камеру рассказать о главных достижениях «Единой России». Смущённо переглянувшись, они показали на невысокую девушку в белом пуховике: «Светка, давай! Ты у нас самая активная!» Я достал айфон. Так и родилась «Света из Иванова».— http://www.mn.ru/columns/20120220/311899544.html
Впоследствии корреспондент сожалел, что публикация ролика выставила девушку в невыгодном свете и спровоцировала массовые нападки на неё.

## Работа на телевидении
После этого генеральный директор НТВ Владимир Кулистиков принял решение пригласить Светлану Курицыну на телеканал в качестве ведущей программы «Луч Света». Первую из передач, состоявшуюся вечером 21 июля 2012 г., смотрело 14,2 % телезрителей (данные TNS). Это был лучший из результатов среди всех шоу, транслировавшихся в тот вечер. По оценке обозревателя «Литературной газеты»: «…простодушная Света, эдакая приехавшая завоёвывать Москву Фрося Бурлакова, смотрелась куда естественнее и обаятельнее многочисленных гламурных умниц, что заполонили наш телеэфир».
В июне 2012 одна из сцен мюзикла церемонии «Серебряная калоша» включала шуточную арию Светы из Иваново. В ней были задействованы актёры, исполнявшие роли Светы, сотрудников ОМОНа, депутатов и Дмитрия Медведева.
В августе 2012 года Света вручала премию телеканала RU.TV в номинации «Креатив года» группе «Пающие трусы» за клип на песню «Василёк».
Тогда же, в 2012 году, Света Курицына снялась в двух юмористических ролях в музыкальных видеоклипах: в клипе группы «Пающие трусы» и Сергея Зверева на песню «Девочки-Сосульки» и в клипе на песню «Прости» (режиссёр Евгений Курбатов) у поп-исполнителя Андрея Лефлера, в паре с другой популярной интернет-персоной — скандально известной участницей телепроекта «Дом 2» и российской порноактрисой Еленой Берковой.
В декабре 2013 года программа «Луч Света» была закрыта, а Курицына стала одним из корреспондентов другого проекта НТВ — «Ты не поверишь!», в коем продолжает работать и в настоящий момент.
В 2013 году группа из Санкт-Петербурга «Red Samara Automobile Club» выпустила песню под названием «Света из Иваново».

## Клипы
- Сергей Зверев & Пающие трусы — Девочки-Сосульки (2012)
- Андрей Лефлер, Лена Беркова, Света из Иванова — Прости (2012)[20][21]